# Antonio Cobos Sánchez
Antonio Cobos Sánchez (Málaga, 26 juli 1922 – Almería, 16 december 1998) was een Spaans entomoloog.
Antonio Cobos Sánchez werd geboren in Málaga, Spanje in 1922. Hij had al vroeg belangstelling voor de natuurwetenschappen en in het bijzonder
entomologie, dankzij de invloed van een professor op het colegio de los Santos Arcángeles in Málaga waar hij studeerde. Hij volgde ook tekenlessen, die hem zeer van pas kwamen bij zijn latere werk als wetenschappelijk illustrator. In 1949 verhuisde hij naar Almería en ging werken aan het Instituto de Aclimatación de Almería van het CSIC (Consejo Superior de Investigaciones Científicas). Op 2 juli 1981 promoveerde hij met het proefschrift Los coleópteros Buprestidae de la Península Ibérica y Baleares. Zijn vakgebied was dat van de kevers (Coleoptera), vooral Elateroidea maar hij publiceerde ook over Zwartlijven (Tenebrionidae), Bladhaantjes (Chrysomelidae) en Snuitkevers (Curculionoidea). Hij beschreef een aanzienlijk aantal soorten, nieuw voor de wetenschap. Er zijn naast een aantal soorten ook een aantal genera naar hem vernoemd, zoals: Cobosesta, Cobosia, Cobosiantha, Cobosiella, Cobosietta, Cobosiotherium en Cobosorina. Zijn verzameling kevers bevindt zich in het Museo Nacional de Ciencias Naturales in Madrid.
- Biblioteca Nacional de España: XX1712753
- Bibliothèque nationale de France: cb16178875n (data)
- Catàleg d'autoritats de noms i títols de Catalunya: 981058516784106706
- International Standard Name Identifier: 0000 0000 7689 8102
- Library of Congress Control Number: n88017716
- Nederlandse Thesaurus van Auteursnamen: 155499416
- Système universitaire de documentation: 235617261
- Virtual International Authority File: 63084692
- WorldCat: E39PCjD9gH7QyJVDxTHPRpr4jd